# Battista Fregoso (1380-1442)
Battista Fregoso (Genova, 1380 – Genova, 20 giugno 1442) fu il 27º doge della Repubblica di Genova.

## Biografia

Stemma nobiliare dei Fregoso

### Primi anni
Ultimo figlio del già doge Pietro Fregoso e della sua seconda moglie Benedetta Doria, fratello di quel Tomaso Fregoso che fu eletto alla carica dogale per ben tre volte, nacque a Genova intorno al 1380. Alla morte del padre, nel 1404, probabilmente seguì la propria famiglia nei vari esili in diversi stati italiani e nella gestione dei traffici commerciali, soprattutto nella colonia orientale genovese di Cipro.
Trasferitosi nel 1411 alla corte dell'antipapa Giovanni XXIII, partecipò pochi anni dopo assieme ai fratelli Tomaso e Orlando ad un fallimentare colpo di Stato a Genova contro il governatore Teodoro II del Monferrato e quindi contro la dedizione genovese verso la corona di Carlo VI di Francia. Arrestato assieme a Tomaso Fregoso (il fratello Orlando morì invece negli scontri) e quindi confinato nelle terre fiorentine dove strinse ottimi rapporti e alleanze con il comune di Firenze, alla scadenza del bando d'esilio fece ritorno con la famiglia in Liguria stabilendosi nella cittadella di Chiavari, nel levante ligure. Nel 1413 partecipò nella nuova rivolta antifrancese capeggiata dal fratello Tomaso Fregoso che rovesciò il governo francese di stanza a Genova portando, poco dopo, all'elezione del nuovo doge Giorgio Adorno e, nel 1415, dello stesso Tomaso Fregoso.
Con il dogato di suo fratello, ma anche grazie alle sue capacità militari, Battista Fregoso fu nominato capitano generale delle due Riviere e con tale grado fu inviato dal doge Fregoso a Villafranca in Lunigiana dopo l'uccisione del vicario di La Spezia ad opera del marchese Gabriele Malaspina. Sempre intorno al 1415-1416, assieme all'altro fratello-comandante Spinetta Fregoso, venne spedito nel feudo alessandrino di Cremolino del marchese Tommaso Malaspina, quest'ultimo accusato di congiura assieme ad altri fuoriusciti genovesi. Nel 1418 fu ancora al comando di un'altra missione punitiva contro gli insorti della valle Scrivia, tra questi Teramo Adorno (figlio di Barnaba Adorno) e il futuro doge Isnardo Guarco, arrivando nell'opera giustizialista fino ai confini con i territori controllati dal Ducato di Milano dei Visconti.
Con la nuova nomina ad ammiraglio della Repubblica gli venne affidata dal fratello-doge, nel 1420, una flotta genovese composta da tredici galee a sostegno di Luigi d'Angiò contro la regina Giovanna II di Napoli, missione che s'interruppe poco dopo per i sempre più pressanti scontri in terra genovese perpetrati dal duca di Milano e che costrinsero ad un precipitoso ritorno di Battista Fregoso a Genova. E proprio nei pressi di Porto Pisano, nel livornese, la flotta comandata dal Fregoso fu annientata dai Catalani, alleati dei Visconti, con lo stesso Battista fatto prigioniero.
Cessato il dogato di Tomaso Fregoso, e avviata una nuova dedizione verso la signoria viscontea dal 1421, assieme ai fratelli venne confinato dai vari governatori nell'acquisito feudo di Sarzana nello spezzino partecipando, tra il 1425 e il 1427, ai numerosi tentativi fatti dal fratello Tomaso di ritornare al potere a Genova. Accorso a Lucca in aiuto del suocero Paolo Guinigi nel 1429 (nel 1420 Battista Fregoso ne sposò la figlia Ilaria Guinigi), sempre al fianco dell'ex doge Tomaso Fregoso fece il vittorioso ritorno a Genova nel 1436.

### Il tradimento, la nomina a doge e gli ultimi anni
Con la seconda nomina dogale del fratello Tomaso, Battista Fregoso venne nominato capitano generale della Repubblica. Quasi inspiegabilmente a partire da questo periodo storico iniziò ad avvicinarsi al duca milanese Filippo Maria Visconti, nemico del fratello-doge, che per imbonirselo in un ipotetico ritorno milanese a Genova gli fece dono del feudo di Gavi nell'alessandrino (1436). Ignaro dell'allontanamento del fratello e della sua personale opera di congiura, Tomaso Fregoso nel 1437 lo incaricò di formare una nuova flottiglia in partenza per il Regno di Napoli, ordine che per non lasciare Genova declinò in favore del luogotenente Giacomo Doria.
Oramai segretamente alleato del duca Visconti mise in atto la sua "scalata al potere" la mattina del 24 marzo 1437, approfittando dell'assenza momentanea del doge impegnato ad assistere alle celebrazioni religiose della Domenica delle palme presso la cattedrale di San Lorenzo. S'impadronì con facilità del palazzo Ducale e allo stesso modo si fece nominare nuovo doge di Genova: il tutto alle spalle del "deposto" fratello-doge. Il dogato di Battista Fregoso - il ventisettesimo nella storia repubblicana - fu brevissimo, sostanzialmente una giornata, in quanto nello stesso giorno fu a sua volta deposto dal fratello Tomaso ritornato a palazzo.
Contravvenendo al parere dell'intero Consiglio della Repubblica che del Battista Fregoso ne richiedeva la testa per la condanna di altro tradimento e congiura, il doge non solo perdonò il fratello, ma ancora più inaspettatamente confermò le precedenti cariche militari e di comando. Fu, però, una scelta provvisoria e breve perché al nuovo tentativo di rivolta messo in atto dal fratello definitivamente gli revocò ogni incarico costringendolo al ritiro nel proprio feudo di Gavi. Oramai ostile verso il fratello Tomaso e Genova tentò, disperatamente e fallendo, nel 1441 un colpo di Stato con il sostegno dei Visconti e delle famiglie Adorno e Guarco.
La situazione, tuttavia, mutò ancora nel 1442 quando, per questioni di franchigie, il feudo gavese venne attaccato dalle truppe viscontee e, paradossalmente, Battista Fregoso trovò l'aiuto dal fratello Tomaso e dei suoi soldati genovesi. Definitivamente riconciliato con il fratello-doge, morì il 20 giugno del 1442 a Genova. Per i suoi funerali saranno spese dal doge Tomaso Fregoso ingenti somme tanto da far scalpore tra la popolazione genovese compromettendone quasi il dogato. La salma fu tumulata nella chiesa di San Francesco a Castelletto.

## Discendenza
Si sposò in prime nozze con Violante, figlia di Opicino Spinola, Patrizio Genovese (?-1418), da cui ebbe:
- Teodora
- Domenico (morto in giovane età)
- Agostino (morto in giovane età)
- Angela
- Pietro, doge di Genova

Si risposò nel maggio 1419 con Ilaria, figlia del signore di Lucca Paolo Guinigi e di Ilaria del Carretto (1405-1445), da cui ebbe: 
- Pandolfo
- Tommaso
- Clemenza
- Paolo, cardinale e doge di Genova